# Бишоп, Билли
Уильям Эвери (Билли) Бишоп VC, CB, DSO & Bar (англ. William Avery "Billy" Bishop; 8 февраля 1894, Оуэн-Саунд, Онтарио — 11 сентября 1956, Палм-Бич (Флорида), США) — канадский лётчик-ас Первой мировой войны, впоследствии маршал авиации Канады.

## Биография

### Военное образование и Первая мировая война
Уильям Эвери Бишоп родился в феврале 1894 года в семье Уильяма и Маргарет Бишоп из Оуэн-Саунда (провинция Онтарио, Канада). После окончания средней школы в родном городе он поступил в 1911 году в Королевский военный колледж Канады, где, в отличие от старшего брата Уорта — лучшего ученика за всю историю колледжа — его успеваемость была ниже средней. Он едва не был отчислен после первого, а затем после третьего курса, но этому помешала начавшаяся война.
После мобилизации Билли был зачислен в кавалерийский деташемент 2-й Канадской дивизии, но пневмония помешала ему отправиться на европейский театр военных действий вместе со своей частью. После этого он был приписан к формировавшемуся в Лондоне (Онтарио) 14-му батальону Канадских конных стрелков. Батальон  затем был  доставлен морем в Англию и расквартирован в учебном лагере на побережье Кента. В Англии Бишоп опять был госпитализирован с пневмонией, после чего обратился к лорду Хью Сесилу, члену Палаты общин и лейтенанту Королевского лётного корпуса, с просьбой о переводе в Королевский лётный корпус. Просьба была удовлетворена, и Бишоп из кавалерии перешёл в авиацию в качестве воздушного наблюдателя.
Первой лётной частью Бишопа стала 21-я эскадрилья КЛК, расквартированная в Уилтшире. Самолёты этой части использовались для воздушной разведки и корректировки артиллерийского огня. Бишоп оставался в составе эскадрильи до июля 1916 года, когда он снова попал в госпиталь. В сентябре он подал просьбу о зачислении на курсы пилотов, но был признан негодным по состоянию здоровья. Благодаря помощи леди Сент-Хельер, с которой он познакомился в госпитале, Бишоп к ноябрю добился зачисления на курсы пилотов. Закончив лётные курсы примерно с четырьмя часами опыта пилотирования, Бишоп был зачислен в 37-ю эскадрилью, совершавшую ночные вылеты на перехват вражеских цеппелинов, шедших на бомбёжку целей в южной Англии. На вооружении эскадрильи стояли бипланы B.E.2. В феврале 1917 года он был переведён в 60-ю эскадрилью, размещённую во Франции близ Арраса и оснащённую бипланами французского производства Nieuport 17. Эта и соседние лётные части противостояли на данном участке фронта «летающему цирку» Манфреда фон Рихтгофена, укомплектованному лучшими лётчиками Германии. Несмотря на это, Бишоп не только остался в живых после своего первого боевого вылета 17 марта, но и открыл счёт сбитым самолётам противника. После этого он был назначен командиром звена, но в следующих нескольких боях потерял четверых ведомых, что заставило его начать разработку тактики воздушного боя.
Выработанная Бишопом тактика, опиравшаяся на атаки с солнечной стороны, оказалась успешной, и 7 апреля за бой, в котором он сбил шар воздушной разведки и прикрывавший его «Альбатрос», он был удостоен Военного креста. К концу апреля он уже имел на своём лицевом счету 17 сбитых самолётов противника, став ведущим асом эскадрильи. Он получил уже вторую награду — орден «За выдающиеся заслуги» — и был произведён в капитаны. Однако в целом эскадрилья понесла в апреле крайне серьёзные потери: 13 из 18 пилотов первоначального состава и семь из пилотов, присланных им на смену, были сбиты. После гибели Альберта Болла Бишоп остался лучшим асом КЛК.
После возвращения из отпуска в конце мая Бишоп продолжил борьбу с вражескими разведывательными аппаратами. Одновременно он обратился к начальству с предложением уделять больше внимания атакам на вражеские аэродромы за линией фронта. В своём первом вылете на такое задание 2 июня Бишоп в одиночку атаковал аэродром в районе деревни Эстурмель (по другим источникам, Эн) с семью находившимися на нём самолётами. В последовавшем воздушном бою немцы потеряли три «Альбатроса», а Бишоп сумел вернуться на базу. За эту операцию он был удостоен Креста Виктории. Необходимо отметить, что вся информация об этом бое получена со слов самого Бишопа и никогда не была подтверждена сторонними источниками, что породило, как сразу после этих событий, так и много позже, сомнения в том, что награда была заслуженной (см. также раздел Увековечение памяти).
Потери в эскадрилье Бишопа между тем продолжались, а вскоре и сам он во время рядового патрульного вылета получил пулю в бензобак. Дотянув до своей территории, он врезался в дерево и повис на нём вниз головой. Только начавшийся дождь позволил ему сбить пламя.
25 сентября Бишоп был повторно представлен к ордену «За выдающиеся заслуги». К этому моменту он уже находился в очередном отпуске, на этот раз в Канаде, где женился на Маргарет Бёрден, с которой был давно знаком. В эти же месяцы он написал автобиографическую книгу, «Воздушная война» (англ. Winged Warfare). 13 марта 1918 года он был произведён в майоры и назначен командовать новой 88-й истребительной эскадрильей, укомплектованной канадцами, британцами, новозеландцами и американцами и размещённой в Мидлсексе.
22 мая 88-я эскадрилья была отправлена во Францию, а уже 27 мая Бишоп провёл очередной удачный бой. За две недели, начиная с 27 мая, он сбил 19 самолётов противника, в том числе один — в бою с девятью немецкими аппаратами, и довёл общее число сбитых самолётов до 70. В свой последний боевой вылет Бишоп сбил три немецких самолёта: два истребителя Pfalz и двухместный разведывательный LVG. После этого правительство Канады, опасавшееся, что самый прославленный боец страны будет убит в очередном бою, отозвало его с фронта. В звании подполковника он был в августе направлен в Англию для формирования Военно-воздушных сил Канады в составе двух эскадрилий, а в ноябре война окончилась. К концу войны к его наградам добавились крест «За выдающиеся лётные заслуги» и две французских награды — орден Почётного легиона и Военный крест с пальмовыми ветвями.

### Между войнами
После окончания войны и демобилизации в декабре 1918 года Бишоп совершал турне с лекциями по Канаде и США, а затем присоединился к другому бывшему асу, Билли Баркеру, открывшему собственную компанию воздушных перевозок. Вскоре, однако, компания прогорела и Бишоп с другими бывшими асами заключил договор с Канадской национальной выставкой на демонстрацию искусства высшего пилотажа и воздушной акробатики. Их участие в выставке окончилось скандалом: чтобы добиться максимального впечатления, они разогнали самолёты по земле в сторону публики и взлетели на высоте всего 10 метров над трибунами, что вызвало панику и выкидыш у одной из зрительниц. Скандал удалось замять с большим трудом.

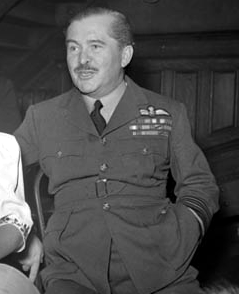
Маршал авиации Уильям Эвери Бишоп, 1942

Следующим шагом в карьере Бишопа стал переезд в Англию, где он продавал патентованные трубки французского производства. За время жизни в Англии в семье Билла и Маргарет Бишоп родились трое детей. Конец его бизнесу положил биржевой крах 1929 года. Это заставило Бишопа вернуться в Канаду, где с помощью друзей он устроился на пост директора по продажам и рекламе компании Frontenac Oil. В этой должности он преуспевал и остался на ней до начала Второй мировой войны.
В 1936 году, в связи с ростом международной напряжённости, Бишопу было присвоено звание почётного вице-маршала канадских королевских ВВС. На него была возложена задача проведения кампании за увеличение состава ВВС. В 1938 году он был произведён в почётные маршалы авиации и возглавил Комитет советников ВВС Канады. Бишоп был уверен в том, что война в Европе надвигается, и прилагал усилия к максимальному расширению ВВС до её начала, включавшие выработку плана по вербовке пилотов из США.

### Во время и после Второй мировой войны
В январе 1940 года Бишоп возглавил отдел набора персонала канадских ВВС. На этом посту он оставался до 1944 года, когда по состоянию здоровья был вынужден подать рапорт об отставке. За заслуги перед Канадой и Британской империей в годы войны он был произведён в офицер-командоры Ордена Бани и удостоен Канадского ордена за эффективность.
В 1945 году Бишоп вернулся в нефтяной бизнес, которым занимался до 1952 года. Он скончался 11 сентября 1956 года.

## Увековечение памяти
В 1965 году вышла биография Билли Бишопа, «Отвага рано утром» (англ. Courage of the Early Morning), написанная его сыном Артуром. Жизнь аса стала основой сюжета пьесы Д. М. Грея «Билли Бишоп идёт на войну» (англ. Billy Bishop Goes to War), ставшей одной из наиболее популярных в истории канадского театра и шедшей в том числе на Бродвее.
В 1982 году на экраны вышел псевдодокументальный фильм «Парень, который не мог промахнуться» (англ. The Kid Who Couldn't Miss), в котором сочетались факты и постановочные эпизоды и ставилась под сомнение общепринятая точка зрения на подвиги Бишопа в ходе Первой мировой войны. Особое внимание уделялось эпизоду с атакой на аэродром, за которую Бишоп получил Крест Виктории. Выход фильма повлёк за собой специальное расследование в Сенате, в ходе которого не было достигнуто единого мнения о достоверности имевшейся информации и её достаточности для опровержения выдвинутых в фильме обвинений. В то же время в 2002 году подполковник Дэвид Башоу, подробно разбиравший аргументы авторов фильма в издании Canadian Military Journal, пришёл к выводу, что и у них нет твёрдых доказательств, что отчёт Бишопа об атаке был ложным. Ещё один документальный фильм о Билли Бишопе, «Мой герой» (англ. A Hero to Me), основанный на воспоминаниях его внучки Дианы, вышел на телеэкраны в 2003 году.
В честь Билли Бишопа названы, помимо ряда улиц, вершина в Скалистых горах и аэропорт города Торонто (англ. Billy Bishop Toronto City Airport). Переименование аэропорта города Торонто в честь Бишопа вызвало негативную реакцию и опасения, что может возникнуть опасная путаница, со стороны администрации Оуэн-Саунда, где к этому времени местный аэропорт уже носил имя Бишопа.
Кроме того, в его честь названо административное здание Билли Бишоп Билдинг на базе Королевских военно-воздушных сил Канады «Виннипег» в Виннипеге, провинция Манитоба, которое является штаб-квартирой 1-й Канадской авиационной дивизии и Канадской зоны НОРАД.